# Kerien
Kerien település Franciaországban, Côtes-d’Armor megyében. Lakosainak száma 247 fő (2022. január 1.). Kerien Bourbriac, Lanrivain, Maël-Pestivien, Magoar és Peumerit-Quintin községekkel határos.

## Népesség
A település népességének változása:
| Lakosok száma | 499  | 342  | 287  | 262  | 277  | 269  | 254  | 253  | 250  | 247  |
|               | 1968 | 1982 | 1990 | 2006 | 2013 | 2015 | 2017 | 2019 | 2020 | 2022 |